# Allan Jay
Allan Louis Neville Jay (London, 1931. június 30. vagy 1931. június 6. – ?, 2023. március 5.) világbajnok, olimpiai ezüstérmes angol tőr- és párbajtőrvívó.